# Hokej na travi na Panameričkim igrama 1999.
Turnir u hokeju na travi na Panameričkim igrama 1999. je bio 9. turnir u muškoj konkurenciji i 4. u ženskoj na ovim igrama u ovom športu.

## Mjesto i vrijeme održavanja
Turnir se održao od 24. srpnja do 4. kolovoza 1999. kod Winnipega u Kanadi na igralištu  Kildonan East Collegea.

## Natjecateljski sustav
Ovaj turnir je ujedno bio izlučnim natjecanjem za Olimpijske igre 2000. u Sydneyu u Australiji. Pobjednik odnosno pobjednice turnira su stjecale izravno pravo sudjelovanja na OI.
Ovaj turnir se igralo po jednostrukom ligaškom sustavu. Za pobjedu se dobivalo 3 boda, za neriješeno 1 bod, a za poraz nijedan bod. 
Nakon ligaškog dijela, igralo se za poredak. Prvi i drugi sastav na ljestvici su doigravali za zlatno odličje, a treći i četvrti za brončano odličje.

## Sudionici
Za 9. izdanje muškog turnira su pravo sudjelovati izborile momčadi koje su osvojile prvih pet mjesta na Panameričkim igrama 1995. u Maru del Plati u Argentini.:
-  Argentina
-  Kanada
-  SAD
-  Kuba
-  Trinidad i Tobago

Preostala dva mjesta su izborile doprvaci s južnoameričkog prvenstva održanog 1998. u Čileu i srednjoameričkog prvenstva održanog 1998. u Meksiku:
-  Čile
-  Meksiko

### Suci
| - Xavier Adell - Cameron Burke - Roberto Lopez García | - José Ramirez Gutierrez - Roger St. Rose - Marcelo Servetto | - Steve Simpson - Chris Wilson - Richard Wisdom |

## Sastavi

### Argentina
Máximo Pellegrino, Andrés Castelli, Mariano Chao (vratar), Diego Chiodo , Jorge Lombi, Fernando Moresi, Fernando Zylberberg, Ezequiel Paulón, Santiago Capurro, Rodolfo Pérez, Carlos Retegui, Mariano Ronconi (vratar), Gabriel Garreta, Tomás MacCormik, Rodrigo Vila, Matias Vila. Trener: Marcelo Garraffo.

### Čile
Pablo Boetsch , Felipe Casanova, Alfredo Gantz, Rodrigo Hernández (vratar), Walter Kramer, Sebastian Lüders, Raul Maffei, Cristian Montegu (vratar), Luis Montegu, Jorge O'Ryan, Pablo O'Ryan, Sven Schonborn, Alan Stein, Gabriel Thiermann, Alfredo Urner, Diego Wenz.

### Kanada
Robin D'Abreo, Ian Bird, Alan Brahmst, Sean Campbell, Chris Gifford, Andrew Griffiths, Ronnie Jagday, Hari Kant (vratar), Bindi Kullar, Mike Mahood (vratar), Peter Milkovich , Scott Mosher, Ken Pereira, Rick Roberts, Rob Short, Paul Wettlaufer. Trener: Shiaz Virjee.

### Kuba
Alexander Armas, Eduardo Aroche (vratar), 
Alain Bardaji, Juan Benavides, Yoandy Blanco, Puro Delgado, Ihosvany Hernández (vratar), Ulises Lapera, Rolando Larrinaga, Yumay Oliva, Jorge Perez Hernández, Yuri Perez, Vladimir Reyes, José Rodríguez García, Yunier Rodriguez, Victorio Valladares .

### Meksiko
Hugo Aguilera, Miguel Bautista, Enrique Castro, Jaime Eduardo Chávez, Víctor Coleman, Carlos Gónzalez Moreno, Oscar Hernández, Marcos Márquez, Gabriel Martínez (vratar), Armando Molina, Hugo Enrique Tagle, Juan Apuleyo Huerta, Jesús López Molina (vratar), Mario Antonio Rosales, Carlos Ernesto Morales, Pablo Sandino Morales. Trener: Jaime Chávez.

### SAD
Jang Badhesha, Rinku Bhamber, Randy Christie, Jeremy Cook, Patrick Cota, Steve Danielson, Andrew Duncan (vratar), Shawn Hindy, Steve Jennings, Ryan Langford , Shawn Nakamura, Gus Reed, Mike Schanafelt, Brian Schledorn, John Voegtli (vratar), Scott Williams. Trener: Shiv Jagday.

### Trinidad i Tobago
Kwandwane Browne , Roger Daniel, Peter Edwards, Glen Francis (vratar), David Francois, George Froix, Brian Garcia, Damian Golden, Aldon Jasper, Brian Lee Chow (vratar), Albert Marcano, Anthony Marcano, Dean Nieves, Kurt Noriega, Dwain Quan Chan,  Nicholas Wren.

## Prvi dio - natjecanje u skupini
| 24. srpnja 1999. 18:00 |       |                  |  |
| SAD                    | 1 : 1 | Čile             |  |
| Steve Jennings 41'     |       | Jorge O'Ryan 41' |  |

| 24. srpnja 1999. 20:00 |       |                   |                                     |
| Kanada | 7 : 0 | Trinidad i Tobago | Suci: Xavier Adell Marcelo Servetto |
| Andrew Griffiths 19' Scott Mosher 22' Paul Wettlaufer Andrew Griffiths 37' Peter Milkovich 45' (k.u.) Peter Milkovich 46' (k.u.) Rob Short 59' |       |                   | Suci: Xavier Adell Marcelo Servetto |

| 25. srpnja 1999. 18:00 |       |           |  |
| Kuba                   | 1 : 4 | Argentina |  |
|                        |       |           |  |

| 25. srpnja 1999. 20:00 |       | |                                    |
| Meksiko                | 0 : 5 | Kanada                                                                                             | Suci: Cameron Burke Richard Wisdom |
|                        |       | Scott Mosher 19' Bindi Kullar 35' Peter Milkovich 46' (k.u/k) Paul Wettlaufer 48' Scott Mosher 65' | Suci: Cameron Burke Richard Wisdom |

| 26. srpnja 1999. 15:00 |       |                           |                                 |
| Trinidad i Tobago      | 1 : 1 | SAD                       | Suci: Xavier Adell Chris Wilson |
| Brian Garcia 44'       |       | Scott Williams 19' (k.u.) | Suci: Xavier Adell Chris Wilson |

| 26. srpnja 1999. 17:00 |       |      |  |
| Kuba                   | 1 : 1 | Čile |  |
|                        |       |      |  |

| 26. srpnja 1999. 19:00 |       |           |  |
| Meksiko                | 1 : 6 | Argentina |  |
|                        |       |           |  |

| 27. srpnja 1999. 17:00                          |       |     |                                   |
| Kanada                                          | 2 : 0 | SAD | Suci: Xavier Adell Roger St. Rose |
| Paul Wettlaufer 33' Peter Milkovich 70' (k.u/k) |       |     | Suci: Xavier Adell Roger St. Rose |

| 27. srpnja 1999. 19:00 |       |      |  |
| Trinidad i Tobago      | 2 : 4 | Čile |  |
|                        |       |      |  |

| 28. srpnja 1999. 15:00 |       |         |  |
| Kuba                   | 3 : 0 | Meksiko |  |
|                        |       |         |  |

| 28. srpnja 1999. 17:00                                       |       |                                                                                     |                                   |
| Argentina                                                    | 3 : 3 | Kanada                                                                              | Suci: Cameron Burke Steve Simpson |
| Santiago Capurro 6' Tomás MacCormik 21' Santiago Capurro 53' |       | Peter Milkovich 23' (k.u/k) Peter Milkovich 37' (k.u/k) Peter Milkovich 60' (k.u/k) | Suci: Cameron Burke Steve Simpson |

| 29. srpnja 1999. 15:00 |       |      |  |
| Meksiko                | 2 : 3 | Čile |  |
|                        |       |      |  |

| 30. srpnja 1999. 11:00 |       |                   |  |
| Kuba                   | 3 : 2 | Trinidad i Tobago |  |
|                        |       |                   |  |

| 30. srpnja 1999. 13:00                                                                      |       |                            |                                         |
| Argentina                                                                                   | 4 : 1 | SAD                        | Suci: Roberto Lopez García Chris Wilson |
| Rodrigo Vila 6' Jorge Lombi 35' (k.u/k) Fernando Moresi 49' (k.u/k) Jorge Lombi 60' (k.u/k) |       | Scott Williams 63' (k.u/k) | Suci: Roberto Lopez García Chris Wilson |

| 31. srpnja 1999. 13:00 |       | |                                       |
| Kuba                   | 0 : 6 | Kanada | Suci: Marcelo Servetto Roger St. Rose |
|                        |       | Peter Milkovich 9' (k.u/k) Rob Short 15' Scott Mosher 25' (k.u/k) Bindi Kullar 44' Ian Bird 53' (k.u/k) Ian Bird 63' (k.u/k) | Suci: Marcelo Servetto Roger St. Rose |

| 31. srpnja 1999. 15:00 |       |                   |  |
| Argentina              | 7 : 1 | Trinidad i Tobago |  |
|                        |       |                   |  |

| 1. kolovoza 1999. 11:00 |       | |                                  |
| Meksiko                 | 0 : 6 | SAD | Suci: Xavier Adell Cameron Burke |
|                         |       | Steve Jennings 21' (k.u/k) Shawn Nakamura 26' (k.u/k) Jang Badesha 35' Scott Williams 39' Jeremy Cook 52' Shawn Nakamura 61' (k.u/k) | Suci: Xavier Adell Cameron Burke |

| 1. kolovoza 1999. 13:00                                                                                           |       |                                                    |                                          |
| Kanada | 5 : 2 | Čile                                               | Suci: Roberto Lopez García Steve Simpson |
| Rob Short 16' (k.u/k) Scott Mosher 31' (k.u/k) Chris Gifford 39' Peter Milkovich 44' (k.u/k) Andrew Griffiths 49' |       | Sven Schonborn 6' (k.u/k) Luis Montegu 69' (k.u/k) | Suci: Roberto Lopez García Steve Simpson |

| 2. kolovoza 1999. 11:00 |       |                   |  |
| Meksiko                 | 3 : 7 | Trinidad i Tobago |  |
|                         |       |                   |  |

| 2. kolovoza 1999. 13:00                                                                           |       |                                 |                                             |
| Kuba                                                                                              | 4 : 2 | SAD                             | Suci: José Ramirez Gutierrez Roger St. Rose |
| Ulises Lapera 14' (k.u/k) Juan Benavides 49' (k.u/k) Ulises Lapera 62' Vladimir Reyes 68' (k.u/k) |       | Shawn Hindy 22' Shawn Hindy 34' | Suci: José Ramirez Gutierrez Roger St. Rose |

| 2. kolovoza 1999. 15:00 |       |      |  |
| Argentina               | 5 : 0 | Čile |  |
|                         |       |      |  |

### Ljestvica nakon natjecanja u skupini
| Mj. | Momčad            | Ut | Pb | N | Pz | Ps | Pr | RP   | Bod |
| --- | ----------------- | -- | -- | - | -- | -- | -- | ---- | --- |
| 1.  | Kanada            | 6  | 5  | 1 | 0  | 28 | 5  | +23  | 16  |
| 2.  | Argentina         | 6  | 5  | 1 | 0  | 29 | 7  | +22  | 16  |
| 3.  | Kuba              | 6  | 3  | 1 | 2  | 12 | 15 | - 3  | 10  |
| 4.  | Čile              | 6  | 2  | 2 | 2  | 11 | 16 | - 5  | 8   |
| 5.  | SAD               | 6  | 1  | 2 | 3  | 11 | 12 | - 1  | 5   |
| 6.  | Trinidad i Tobago | 6  | 1  | 1 | 4  | 13 | 25 | - 12 | 4   |
| 7.  | Meksiko           | 6  | 0  | 0 | 6  | 6  | 30 | - 24 | 0   |

## Doigravanje
- za brončano odličje

| 4. kolovoza 1999. 09:00 |       |      |  |
| Kuba                    | 6 : 0 | Čile |  |
|                         |       |      |  |

- za zlatno odličje

| 4. kolovoza 1999. 18:30 |       |           |                                   |
| Kanada                  | 1 : 0 | Argentina | Suci: Xavier Adell Roger St. Rose |
| Ken Pereira 29.'        |       |           | Suci: Xavier Adell Roger St. Rose |

| Mj. | Momčad            |
| --- | ----------------- |
| 1.  | Kanada            |
| 2.  | Argentina         |
| 3.  | Kuba              |
| 4.  | Čile              |
| 5.  | SAD               |
| 6.  | Trinidad i Tobago |
| 7.  | Meksiko           |

| Pobjednici          |
| ------------------- |
| Kanada Treći naslov |

## Najbolji pojedinci
| Mj. | Igrač            | Pogodaka |
| --- | ---------------- | -------- |
| 1.  | Peter Milkovich  | 9        |
| 2.  | Santiago Capurro | 7        |
| 2.  | Luis Lapera      | 7        |
| 2.  | Jorge Lombi      | 7        |
| 5.  | Brian Garcia     | 5        |
| 5.  | Scott Mosher     | 5        |
| 7.  | Juan Benavides   | 4        |

## Sudionici
Za 4. izdanje muškog turnira su pravo sudjelovati izborile momčadi koje su osvojile prvih pet mjesta na Panameričkim igrama 1995. u Maru del Plati u Argentini.:
-  Argentina
-  Kanada
-  SAD
-  Kuba
-  Trinidad i Tobago

Preostala dva mjesta su izborile doprvaci s južnoameričkog prvenstva održanog 1998. u Čileu i srednjoameričkog prvenstva održanog 1998. u Meksiku:
-  Čile
-  Meksiko

### Suditeljice
| - Judy Brinsfield - Joanne Cabrera del Sol - Gill Clarke | - Lisa Marcano - Janice McClintock - Maria Soledad Iparraguirre | - Gina Spitaleri - Alicia Takeda Hirata - Cecilia Valenzuela |

## Sastavi

### Argentina
Magdalena Aicega, Mariela Antoniska (vratarka), Inés Arrondo, Luciana Aymar, Silvina Corvalán, Anabel Gambero, Agustina García, Alejandra Gulla, María de la Paz Hernández, Mercedes Margalot, Karina Masotta , Vanina Oneto, Jorgelina Rimoldi, Cecilia Rognoni, Ayelén Stepnik, Paola Vukojicic (vratarka). Trener: Sergio Vigil.

### Čile
Carolina Albertz, Susana Beya , Marcela Diaz Moya, Carolina Hepp (vratarka), Daniela Infante, Paula Infante, Soledad Krautz (vratarka), Yasna Kusanovic, Carolina Lobo, Paula MacKenzie, Andrea Mateluna, María Pilasi, Jessie Rojas, Macarena Scaff, June Stockins, Paulette Wainberg.

### Kanada
Sue Armstrong, Michelle Bowyer, Lisa Faust, Sarah Forbes (vratarka), Aoibhinn Grimes, Ann Harada (vratarka), Chris Hunter, Laurelee Kopeck, Amy MacFarlane, Karen MacNeill, Carla Somerville, Bobbi Jo Steadward, Kristen Taunton, Sue Tingley, Julia Wong, Jenny Zinkan-McGrade. Trener: Dru Marshall.

### Kuba
Magalys Santa Cruz (vratarka), Yamelys Agramonte (vratarka), Yadira Puente, E. Caballero, Regla Gómez , Mirialys Cairo Piedra, Yunelys Rosales, Dayni Rivas, María Hernández, Yadelis Peña, Yagnelis Drake Torres, Yaquelín Drake Torres, G. Roque Angulo, Yolaysis Trujillo, Oria Hernández, Janet Zapata. Trener: Tomás Vizcaina.

### Meksiko
Mares María Chávez, María García, Myrna García (vratarka), Olivia García Gil, Yesika Guadarrama, Irma Hernández , Laura Leaños, María Nava, Edith Ramírez, Rosalba del Rosario, Leticia Sanchez, Adriana Tagle, Silvia Pichardo (vratarka), Karina Pineda, Yadira Vázquez, Yessica Zepeda.

### SAD
Kate Barber, Chris DeBow, Kris Fillat, Tracey Fuchs, Kelli James, Katie Kauffman, Antoinette Lucas, Jill Reeve, Mimi Smith, Eleanor Race, Margaret Storrar (vratarka), Carla Tagliente, Jana Toepel, Michelle Vizzuso, Cindy Werley, Jana Withrow (vratarka). Trener: Tracey Belbin.

### Trinidad i Tobago
Sherlan Cabralis, Celia Cropper, Dixie Ann de Roche, Nicole Dixon, Christabella George Ford, Jessel Gilbert, Maureen Jacob (vratarka), Kathleen La Rode, Yvette La Rode, Brigid Lewis, Richelle Mitchell, Tamara Nancoo , Penelope Stephens, Michelle Thornhill (vratarka), Oire Trotman, Curlyne Wynn. Trener: Bernard Jesse.

## Prvi dio - natjecanje u skupini
| 24. srpnja 1999. 13:00 |       |                   |  |
| Kuba                   | 1 : 2 | Trinidad i Tobago |  |
|                        |       |                   |  |

| 24. srpnja 1999. 15:00 |       |                                                                              |                                      |
| Kanada                 | 1 : 3 | Argentina                                                                    | Suci: Gina Spitaleri Judy Brinsfield |
| Karen MacNeill 30.'    |       | Luciana Aymar 14.' Cecilia Rognoni 32.' (k.u/k) Alejandra Gulla 53.' (k.u/k) | Suci: Gina Spitaleri Judy Brinsfield |

| 25. srpnja 1999. 11:00 |       |      |  |
| Čile                   | 0 : 7 | Kuba |  |
|                        |       |      |  |

| 25. srpnja 1999. 13:00 |       | |                                                     |
| Meksiko                | 0 : 5 | Kanada | Suci: Maria Soledad Iparraguirre Cecilia Valenzuela |
|                        |       | Lisa Faust 25.' (k.u/k) Amy MacFarlane 35.' Amy MacFarlane 38.' Lisa Faust 46.' (k.u/k) Kristen Taunton 65.' | Suci: Maria Soledad Iparraguirre Cecilia Valenzuela |

| 25. srpnja 1999. 15:00 |       |                                          |  |
| Trinidad i Tobago      | 0 : 2 | SAD                                      |  |
|                        |       | Kelli James 6.' (k.u/k) Kate Barber 11.' |  |

| 26. srpnja 1999. 13:00 |       |           |  |
| Čile                   | 0 : 4 | Argentina |  |
|                        |       |           |  |

| 27. srpnja 1999. 11:00 |       |      |  |
| Meksiko                | 0 : 3 | Kuba |  |
|                        |       |      |  |

| 27. srpnja 1999. 13:00 |       |                          |                                                       |
| Kanada                 | 0 : 1 | SAD                      | Suci: Maria Soledad Iparraguirre Alicia Takeda Hirata |
|                        |       | Kris Fillat 49.' (k.u/k) | Suci: Maria Soledad Iparraguirre Alicia Takeda Hirata |

| 27. srpnja 1999. 15:00 |       |           |  |
| Trinidad i Tobago      | 0 : 4 | Argentina |  |
|                        |       |           |  |

| 28. srpnja 1999. 11:00 |       |      |  |
| Meksiko                | 0 : 0 | Čile |  |
|                        |       |      |  |

| 28. srpnja 1999. 13:00     |       | |                                      |
| Kuba                       | 1 : 5 | Kanada | Suci: Gina Spitaleri Judy Brinsfield |
| Yadira Puente 52.' (k.u/k) |       | Sue Tingley 21.' (k.u/k) Aoibhinn Grimes 27.' Karen MacNeill 47.' (k.u/k) Aoibhinn Grimes 60.' Kristen Taunton 62.' | Suci: Gina Spitaleri Judy Brinsfield |

| 29. srpnja 1999. 18:00   |       |                                                          |                                  |
| SAD                      | 1 : 2 | Argentina                                                | Suci: Gina Spitaleri Gill Clarke |
| Kelli James 62.' (k.u/k) |       | Karina Masotta 41.' (k.u/k) Cecilia Rognoni 67.' (k.u/k) | Suci: Gina Spitaleri Gill Clarke |

| 30. srpnja 1999. 16:00 |       |                   |  |
| Čile                   | 2 : 2 | Trinidad i Tobago |  |
|                        |       |                   |  |

| 30. srpnja 1999. 18:00 |       | |                                              |
| Kuba                   | 0 : 4 | SAD | Suci: Janice McClintock Alicia Takeda Hirata |
|                        |       | Jill Reeve 2.' (k.u/k) Carla Tagliente 20.' (k.u/k) Kate Barber 46.' (k.u/k) Michelle Vizzuso 64.' (k.u/k) | Suci: Janice McClintock Alicia Takeda Hirata |

| 30. srpnja 1999. 20:00 |       |           |  |
| Meksiko                | 0 : 5 | Argentina |  |
|                        |       |           |  |

| 31. srpnja 1999. 17:00 |       | |                                               |
| Čile                   | 0 : 4 | Kanada | Suci: Maria Soledad Iparraguirre Lisa Marcano |
|                        |       | Aoibhinn Grimes 9.' (k.u/k) Lisa Faust 27.' (k.u/k) Karen MacNeill 52.' (k.u/k) Carla Somerville 61.' (k.u.) | Suci: Maria Soledad Iparraguirre Lisa Marcano |

| 1. kolovoza 1999. 16:00 |       |                                                                 |                                   |
| Meksiko                 | 0 : 3 | SAD                                                             | Suci: Gina Spitaleri Lisa Marcano |
|                         |       | Cindy Werley 27.' Kelli James 62.' Antoinette Lucas 66.' (k.u.) | Suci: Gina Spitaleri Lisa Marcano |

| 1. kolovoza 1999. 18:00                                                                                         |       |                   |                                               |
| Kanada | 5 : 0 | Trinidad i Tobago | Suci: Alicia Takeda Hirata Cecilia Valenzuela |
| Amy MacFarlane 33.' Karen MacNeill 40.' (k.u/k) Karen MacNeill 44.' (k.u/k) Sue Tingley 55.' Sue Armstrong 67.' |       |                   | Suci: Alicia Takeda Hirata Cecilia Valenzuela |

| 1. kolovoza 1999. 20:00 |       |           |  |
| Kuba                    | 0 : 5 | Argentina |  |
|                         |       |           |  |

| 2. kolovoza 1999. 18:00 |       |                   |  |
| Meksiko                 | 0 : 1 | Trinidad i Tobago |  |
|                         |       |                   |  |

| 2. kolovoza 1999. 20:00 |       |                                   |                                           |
| Čile                    | 0 : 2 | SAD                               | Suci: Joanne Cabrera del Sol Lisa Marcano |
|                         |       | Kate Barber 40.' Kris Fillat 49.' | Suci: Joanne Cabrera del Sol Lisa Marcano |

### Ljestvica nakon natjecanja u skupini
| Mj. | Djevojčad         | Ut | Pb | N | Pz | Ps | Pr | RP  | Bod |
| --- | ----------------- | -- | -- | - | -- | -- | -- | --- | --- |
| 1.  | Argentina         | 6  | 6  | 0 | 0  | 23 | 2  | +21 | 18  |
| 2.  | SAD               | 6  | 5  | 0 | 1  | 13 | 2  | +11 | 15  |
| 3.  | Kanada            | 6  | 4  | 0 | 2  | 20 | 5  | +15 | 12  |
| 4.  | Trinidad i Tobago | 6  | 2  | 1 | 3  | 5  | 14 | –9  | 7   |
| 5.  | Kuba              | 6  | 2  | 0 | 4  | 12 | 16 | –4  | 6   |
| 6.  | Čile              | 6  | 0  | 2 | 4  | 2  | 18 | –17 | 2   |
| 7.  | Meksiko           | 6  | 0  | 1 | 5  | 0  | 17 | –17 | 1   |

## Doigravanje
- za brončano odličje

| 4. kolovoza 1999. 11:30                                  |       |                   |                                                     |
| Kanada                                                   | 2 : 0 | Trinidad i Tobago | Suci: Alicia Takeda Hirata Maria Iparraguirre (ARG) |
| Laurelee Kopeck 32.' (k.u.) Laurelee Kopeck 41.' (k.u/k) |       |                   | Suci: Alicia Takeda Hirata Maria Iparraguirre (ARG) |

- za zlatno odličje

| 4. kolovoza 1999. 16:00 |       |                                       |                                  |
| Argentina | 5 : 2 | SAD                                   | Suci: Gina Spitaleri Gill Clarke |
| Vanina Oneto 16.' (k.u/k) Vanina Oneto 35.' (k.u/k) Magdalena Aicega 42.' (k.u/k) Karina Masotta 47.' Alejandra Gulla 67.' (k.u/k) |       | Cindy Werley 2.' Carla Tagliente 35.' | Suci: Gina Spitaleri Gill Clarke |

| Mj. | Djevojčad         |
| --- | ----------------- |
| 1.  | Argentina         |
| 2.  | SAD               |
| 3.  | Kanada            |
| 4.  | Trinidad i Tobago |
| 5.  | Kuba              |
| 6.  | Čile              |
| 7.  | Meksiko           |

| Pobjednici               |
| ------------------------ |
| Argentina Četvrti naslov |

## Najbolje natjecateljice
| Mj. | Igračica              | Pogodaka |
| --- | --------------------- | -------- |
| 1.  | Vanina Oneto          | 8        |
| 2.  | Alejandra Gulla       | 5        |
| 2.  | Yagnelis Drake Torres | 5        |
| 4.  | Karen MacNeill        | 4        |
| 4.  | Karina Masotta        | 4        |
| 6.  | Amy MacFarlane        | 3        |
| 6.  | Angulo Roque          | 3        |

## Nakon turnira
- Argentinke su izborile pravo sudjelovati na OI 2000. u Sydneyu. Sastav iz J. Amerike se pridružio domaćim Australkama i azijskim predstavnicama, J. Korejom, sastavima koji su stekli pravo sudjelovati na OI. Olimpijski turnir u hokeju na travi za žene je na OI 2000. proširen s 8 na 10 sudionica.
- U završnici ovih Panameričkih igara su se treći put uzastopce susrele Argentinke i SAD. Argentinke su pobijedile u svakom susretu.
- Srebrno odličje Amerikankama nosi dodatne prigode kojima bi ipak mogle steći pravo sudjelovati na OI 2000.: kao druge, stječu pravo sudjelovati na dodatnom izlučnom natjecanju koje se kasnije održalo u Milton Keynesu u Engleskoj, od 23. ožujka do 2. travnja 2000.